# Professor Zonnebloem
Professor Trifonius Zonnebloem is een van de belangrijkste personages in de stripreeks De avonturen van Kuifje van de Belgische striptekenaar Hergé (1907-1983). Zijn oorspronkelijke Franse naam is Tryphon Tournesol, waarvan de Nederlandse naam de vertaling is. In de Nederlandse uitgaven wordt hij gewoonlijk aangesproken als professor Zonnebloem. 

## Oorsprong

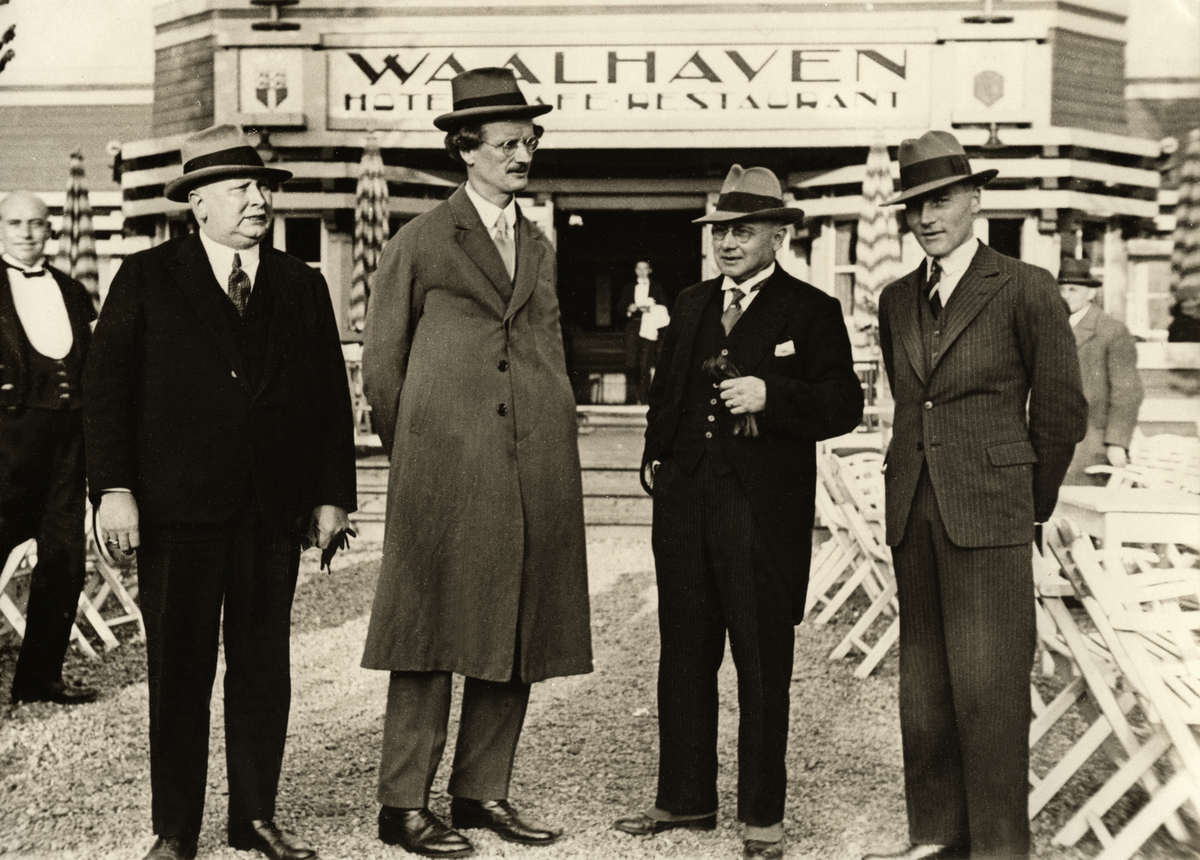
Prof. Auguste Piccard (die model stond voor Zonnebloem), hier de langste, in 1931 op bezoek op het Rotterdamse vliegveld Waalhaven.

Professor Zonnebloem verscheen voor het eerst op 5 maart 1943 in het Franstalige, Belgische dagblad Le Soir, in een aflevering van het verhaal De schat van Scharlaken Rackham. Een dag eerder heeft hij al aangebeld bij kapitein Haddock, maar is dan nog buiten beeld, en op 6 maart 1943 noemt hij zich bij zijn volledige naam. In de Franstalige uitgaven werd hij bij zijn introductie monsieur genoemd. Pas vijf jaar later veranderde dat in professeur. In de Nederlandse uitgaven begon hij ook als meneer.
Hergé kwam op de voornaam Tryphon toen hij in de buurt van Bosvoorde een uithangbord van een timmerman zag, met de naam Tryphon Beckaert erop. Hij vond die voornaam grappig en nam hem over. Hergé ging op zoek naar een voor hem eveneens bizar klinkende achternaam en probeerde daarvoor diverse Franse bloemennamen uit. Uiteindelijk koos hij voor Tournesol, in het Nederlands Zonnebloem. 
Het uiterlijk van Zonnebloem is gebaseerd op dat van professor Auguste Piccard. Maar niet wat de lengte betreft, want Piccard was lang en professor Zonnebloem is klein van stuk. De hardhorendheid van Zonnebloem is geïnspireerd op Paul Eydt, alias Paul Hythe, een schoolkameraad van Hergé die een beetje doof was. Hergé kwam hem weer tegen bij de krant Le Vingtième Siècle. Hergé vond hem erg grappig. Ook Eydt vertoonde uiterlijke overeenkomsten met professor Zonnebloem. Hij droeg een rond brilletje, had een snor en was kaal.
In de Engelstalige uitgaven heet hij Cuthbert Calculus. Hergé werd niet gekend in die naamgeving. Hij had hem liever toebedeeld met de naam Archibald Blunderbuss. De voornaam Archibald zou hij bijna twintig jaar later aan kapitein Haddock geven.

## Personage
De professor is een geniale geleerde, die echter zeer verstrooid is en hardhorend bovendien, waardoor kolderieke conversaties tussen de professor en zijn gesprekspartners ontstaan. Opmerkelijk is tevens dat deze man van de wetenschap gebruikmaakt van een slinger.
Belangrijke eigenschappen van professor Zonnebloem:
- verstrooid
- slechthorend
- vernuftig
- soms (plotselinge) woede-uitbarstingen, met name als hij voor "de onnozele" wordt uitgemaakt. Dit gebeurt in Raket naar de maan en later bijna nog een keer in Vlucht 714, waarbij Haddock echter op het laatste moment zijn woorden terugneemt. In Vlucht 714 wordt Zonnebloem ook een keer woedend op Laszlo Carreidas, als die Zonnebloems hoed van zijn hoofd mept.

In de verhalen Raket naar de maan en Mannen op de maan draagt de professor het grootste deel van de tijd een gehoorapparaat, in tegenstelling tot de meeste andere verhalen (in De juwelen van Bianca Castafiore komt een scène voor waarin Zonnebloem zijn gehoorapparaat ook even in heeft). Hij deed dit volgens zijn zeggen niet omdat hij doof zou zijn, maar louter omdat hij met zijn "lichte hardhorendheid aan één kant" elk detail over de gang van zaken rond de raketlanceringen moest kunnen volgen.

## Uitvindingen
Enkele opzienbarende uitvindingen van de professor zijn de gemotoriseerde miniduikboot (De schat van Scharlaken Rackham), de maanraket (Raket naar de Maan) en tabletten waardoor iemand geen alcohol lust (Kuifje en de Picaro's). Zonnebloem tracht in De juwelen van Bianca Castafiore ook de kleurentelevisie uit te vinden, maar die pogingen zijn geen succes, hoewel hij wel meerdere kleuren op een televisiescherm weet te krijgen. In De zaak Zonnebloem heeft Zonnebloem een machine uitgevonden die geluidsgolven uitzendt die glas kunnen breken en in de toekomst in een verbeterde versie mogelijk gebouwen kunnen laten instorten. Om te voorkomen dat zijn uitvinding voor oorlogsdoeleinden gebruikt wordt, vernietigt hij zijn bevindingen.

## Vertolkingen
- Georges Loriot speelde de rol van professor Zonnebloem in de film Kuifje en het geheim van het Gulden Vlies. In de tweede film, Kuifje en de blauwe sinaasappels, speelde Félix Fernández die rol.
- In de tekenfilmserie De avonturen van Kuifje werd de stem van professor Zonnebloem ingesproken door Bert Struys.
- In de musical De Zonnetempel werd de rol gespeeld door Frans Van der Aa en Steve De Schepper.

## Professor Zonnebloemlaan
In de Nederlandse stad Utrecht werd op verzoek van toekomstige bewoners een laan in de professorenwijk naar hem vernoemd. De plaatselijke straatnamencommissie oordeelde dat de naam Professor Zonnebloemlaan niet voldeed aan de vastgestelde criteria, maar burgemeester en wethouders gaven in 1999 hun fiat.